# Ch (Digraph)

Ch in Brailleschrift (Blindenschrift)

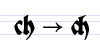
Die ch-Ligatur in Frakturschrift

Beispiel für das ch im Sperrsatz (Frakturschrift)

Die Buchstabenkombination Ch ist im Deutschen und einigen anderen Sprachen (etwa Polnisch) ein Digraph, der für stimmlose Reibelaute benutzt wird; in anderen Sprachen wird er auch für Affrikaten oder andere Konsonanten verwendet (z. B. Englisch, Spanisch [tʃ]; Italienisch [k]). In einigen Alphabeten, etwa im slowakischen oder sorbischen, gilt der Digraph als eigener Buchstabe.
Der Digraph wird im Morsecode mit - - - - dargestellt, ist aber nicht als selbstständiges Zeichen in Unicode kodiert, da es sich heute im Allgemeinen nicht mehr um eine Ligatur handelt. Im Fraktursatz muss dagegen eine ch-Ligatur gesetzt werden. Diese erkennt man unter anderem im Sperrsatz (eine im Fraktursatz sehr häufige Textauszeichnungsmethode), da die ch-Ligatur nicht gesperrt wird.
Das schweizerische und liechtensteinische Fingeralphabet für Gehörlose bzw. Schwerhörige stellt den Digraphen ch dar, indem Daumen, Zeigefinger und Mittelfinger einen offenen Halbkreis bilden, während Ringfinger und kleiner Finger geschlossen sind. Im Luxemburger Fingeralphabet wird eine geschlossene Faust vom Körper weg gezeigt, während der Daumen ganz offen ist. Im deutschen und österreichischen Fingeralphabet werden c und h nacheinander buchstabiert.

## Deutsche Aussprache
Ch wird im Deutschen als starker (stimmloser) Reibelaut auf zwei unterschiedliche Arten ausgesprochen:
- Nach „dunklen“ (velaren) Vokalen (a, o, u oder au) als stimmloser velarer Frikativ (Hintergaumenlaut) x oder als stimmloser uvularer Frikativ χ, sofern es nicht Bestandteil des Diminutiv-Suffixes -chen ist. Beispiele: auch [ʔaux]/[ʔauχ], Buch [buːx]/[buːχ], Loch [lɔx]/[lɔχ], nach [naːx]/[naːχ] (in Wörtern aus dem Griechischen selbst dann, wenn Vokal und Reibelaut ursprünglich zu zwei verschiedenen Wortbestandteilen gehören: autochthon, Hypochonder; gelegentlich kommt bei der Übernahme von Wörtern aus anderen Sprachen [⁠x⁠] oder [⁠χ⁠] auch am Wortanfang vor, bei Wörtern z. B. aus dem Jiddischen, Hebräischen und Russischen auch geschrieben mit ch: Chuzpe).
- In allen anderen Positionen, in denen ch als Reibelaut gesprochen wird (nach hellen Vokalen und nach Konsonanten, am Wortanfang vor hellen Vokalen und am Anfang des Suffixes -chen), als stimmloser palataler Frikativ (Vordergaumenlaut) ç. Beispiele: ich [ʔɪç], Milch [mɪlç], Chemie [çe'miː], Autochen ['ʔaʊtoçən], euch [ʔɔʏ̯ç].

(In einigen süddeutschen Varietäten wie dem Schweizerdeutschen wird jedoch jedes ch in den genannten Fällen als [⁠x⁠] oder [⁠χ⁠] ausgesprochen.)
Im Deutschen kommt es also ausschließlich auf den vorhergehenden Vokal an, der nachfolgende spielt für die Entscheidung [ç/x] (im Gegensatz zum χ im Griechischen) keine Rolle. (Anders aber bei der Entscheidung [k] oder nicht [k], v. a. bei Wörtern aus dem Griechischen, wie im Folgenden dargestellt.)
Daneben ist ch im Deutschen eine Schreibung für den Laut [k], die nur in bestimmten Fällen Verwendung findet. ch wird [k] gesprochen
- regelmäßig in Verbindung mit einem folgenden s: wachsen, Deichsel,
- am Wortanfang vor dunklen Vokalen (a, o, u) und vor Konsonanten: Chor, Chlor, chronisch (in Fachwörtern oder bei gelehrter Aussprache kommt auch in diesen Positionen bei Wörtern griechischer Herkunft die Aussprache mit [⁠ç⁠] vor: Charisma, chthonisch), generell am Wortanfang in süddeutschen Varietäten anstelle von [ç] (Chemie, China) und am Wortanfang deutscher geographischer Eigennamen (Chiemsee, Chemnitz, Cham),
- in bestimmten, nicht integrierten Fremdwortschreibungen, vor allem aus dem Italienischen: Chianti, Pinocchio.

Die Aussprache als [k] (und nicht als Reibelaut [ç/x]) ist abhängig von der Bedeutung und dem Aufbau eines Wortes (morphologische Struktur): vgl. wachst (zu wachsen) vs. wachst (zu wachen); Chöre ['køːʁə], abgeleitet von Chor.
Außerdem kommen für ch auch die Aussprachen als sch [ʃ] und tsch [tʃ] vor:
- wie [ʃ] als umgangssprachliche oder varietätenspezifische Variante von [ç] am Wortanfang (Chemie, China),
- in nicht (vollständig) integrierten Fremdwortschreibungen vor allem aus dem Französischen und Portugiesischen (als [ʃ]: Champignon, Charlotte, Recherche), dem Englischen und Spanischen (als [tʃ]: Chip, chatten, Macho).

## Aussprache in anderen Sprachen
In den Alphabeten folgender Sprachen ist das Ch ein eigener Buchstabe und hat jeweils eine andere lautliche Bedeutung.
- Chamorro: [⁠ts⁠]
- Igbo: [⁠tʃ⁠]
- Guaraní: [⁠ʃ⁠]
- Bretonisch: [⁠ʃ⁠]
- Kornisch: tʃ
- Walisisch: [⁠x⁠]
- Quechua: [⁠tʃ⁠]
- Slowakisch: [x],[ɣ]
- Sorbisch
  - Obersorbisch: im Wurzelanlaut [kʰ], sonst [⁠x⁠]
  - Niedersorbisch: [⁠x⁠]
- Tschechisch: [x],[ɣ],[ɦ]
- Belarussisch (lateinisches Alphabet): [x],[ç]

Die Aussprache des Ch in weiteren Sprachen ist Folgende:
- Englisch:
  - [⁠tʃ⁠] bis auf Ausnahmen
  - [⁠k⁠] in Wörtern griechischen Ursprungs
  - [⁠ʃ⁠] in französischen Lehnwörtern
- Französisch:
  - [⁠ʃ⁠] bis auf Ausnahmen
  - [⁠k⁠] in Wörtern griechischen Ursprungs
- Italienisch: [⁠k⁠] vor e und i
- Mandarin (Hochchinesisch): [tʂʰ] in der offiziellen Pinyin-Umschrift
- Niederländisch: [⁠x⁠]
- Polnisch: [x],[ɣ]
- Portugiesisch: [⁠ʃ⁠]
- Rumänisch: [⁠k⁠] vor e und i
- Spanisch: [⁠tʃ⁠], siehe Ch (spanische Sprache)
- Schwedisch: [⁠ɧ⁠] und [⁠ɕ⁠] in Lehnwörtern (bzw. aus [ʃ] und [tʃ]), [⁠k⁠] oder stumm in der Konjunktion och
- Vietnamesisch: [⁠c⁠] am Silbenanfang, [k̟] am Silbenende
- isiXhosa und isiZulu: [kǀʰ] (dentaler Klick)